# Ennin
Ennin (圓仁 or 円仁) (794 - 864 Ap. J.-C.), grand patriarche bouddhiste japonais de l'école Tendai (天台), mieux connu au Japon sous son nom posthume de Jikaku Daishi (慈覺大師), disciple direct de Kogyo Daîshi fondateur de cette école au Japon. Il est l'auteur d'un récit de voyage ayant une grande valeur documentaire et historique sur la Chine des Tang et le royaume de Silla en Corée.
Né de la famille Mibu (壬生) dans la préfecture de Tochigi actuelle au Japon, il est entré dans le monastère bouddhiste Enryakuji (延暦寺) sur le mont Hiei (比叡山: Hieizan) près de Kyōto à l'âge de 14 ans. 
En 838, son départ pour la Chine marque le début d'une suite de tribulations et d'aventures (le bouddhisme étant persécuté à cette période). Initialement, il étudie sous l'égide de deux maîtres et passe un certain temps à Wutaishan (五臺山; ja: Godaisan), une chaîne de montagnes connue pour ses nombreux temples bouddhistes dans la province de Shanxi. Après, il se rend à Chang'an (ja: Choan), la capitale de l'époque, où il est ordonné selon le rituel des deux mandalas (kongôkaï et taïzôkaï).
En 847, il retourne au Japon, et en 854 devient le premier patriarche de la secte Tendai à Enryakuji, où il fait construire des bâtiments pour entreposer des sūtras et autres instruments religieux qu'il a rapportés de Chine. Ennin fonde également le Ryushaku-ji à Yama-dera.
Il est l'auteur de plus de 100 livres. Son carnet de voyage en Chine (入唐求法巡礼行記, Nitto Guho Junrei Koki) a été traduit en français par Roger Lévy sous le titre Journal d'un voyageur en Chine au IXe siècle (Paris, Albin Michel, 1961), après l'avoir été en anglais par Edwin O. Reischauer sous le titre Ennin's Diary: The Record of a Pilgrimage to China in Search of the Law (Ronald Press, New York, 1955). Ce journal offre un aperçu rare de la vie quotidienne en Chine au IXe siècle et, dans une moindre mesure, vu la discrétion de son auteur, sur la personnalité de Jang Bogo.